# А.С.И. Матезе (Казерта)
А.С.И. Матезе (итал. A.S.I. Matese) је насеље у Италији у округу Казерта, региону Кампанија.
Према процени из 2011. у насељу је живело 210 становника. Насеље се налази на надморској висини од 87 м.